# Bastien Ballesta
 (juin 2020).
Pour les articles homonymes, voir Ballesta.
Bastien Ballesta, né le 25 août 1994 à Béziers, est un boxeur français devenu champion de France et champion de l’Union Européenne professionnel dans la catégorie des poids super-légers.

## Biographie

### Famille de boxeurs
Bastien Ballesta est le fils de Patrick Ballesta, ancien boxeur challenger européen en 1995 face au champion du monde WBA Khalid Rahilou,, et petit neveu de Manuel Ballesta, champion de France et d'Algérie en 1957. Il grandit dans une famille de pieds-noirs originaire d'Oran en Algérie rapatriée dans le sud de la France à Béziers,.
Il pratique tout d'abord le football puis le rugby au sein du club de l'Association sportive de Béziers Hérault. C'est à 15 ans, contre l'avis de son père, que Bastien enfile les gants pour la première fois et devient la troisième génération des Ballesta à monter sur un ring.
Il intègre après ses études la communauté d’agglomération Béziers Méditerranée où il travaille en tant qu'éboueur durant plus de 4 ans jusqu'à son premier titre de champion de France. Depuis, il bénéficie d'un emploi d’éducateur sportif au sein du département de l’Hérault qui lui permet de concilier sport de haut niveau et vie professionnelle.

### Carrière de boxeur

#### Parcours amateur
Bastien Ballesta commence la boxe à Béziers avec comme entraîneur Jean Dibateza. Il dispute 35 combats amateurs avec plusieurs titres de champion régionaux, sans jamais réussir à passer le cap des quarts de finale des championnats de France[réf. nécessaire]. C'est à l'âge de 20 ans qu'il obtient sa seule et unique sélection internationale avec l'équipe de France face aux Anglais à Sheffield. Lors des championnats de France suivants, il se casse la main et décide de passer professionnel.

#### Parcours professionnel
Bastien dispute son premier combat professionnel le 3 avril 2015 à l'âge de 20 ans à Béziers. Ce combat se solde par un match nul mais il enchaîne ensuite 15 victoires, notamment contre l'Italien Ciprian Albert le 22 septembre 2017 à Monaco,.
Le jeune Biterrois souhaite franchir un cap et décide de se séparer de son premier entraîneur. Il rejoint alors aux Mureaux dans les Yvelines la famille Hallab au sein du club de boxe BAM l'Héritage. Désormais, à chaque préparation de combat, son père Patrick le prépare physiquement avant qu'il ne rejoigne ses entraîneurs en région parisienne.
Le 8 juin 2018, Bastien dispute son premier titre international dans son village d'enfance à Boujan-sur-Libron. Il remporte à cette occasion le titre IBO Méditerranée face à Irakli Kurasbediani, aux points, à l'unanimité des juges. Le 16 mars 2019, il affronte Yves Mesny au palais des sports de Toulouse devant les caméras de la chaîne l'équipe. Il devient ce soir là le quarantième champion de France des poids super-légers depuis 1965. Il remet son titre en jeu pour la première fois le 14 juin suivant dans un petit village proche de Béziers à Servian. Il est opposé à Habib Houchang, boxeur venu d'Alsace, et s'impose aux points.
Comme le stipule la fédération française de boxe, le champion doit remettre en jeu son titre tous les 4 mois avec un adversaire imposé selon le classement établi par la fédération. Le champion Biterrois remet ainsi une nouvelle fois son titre en jeu le 26 octobre 2019 chez son challenger officiel, Tamaz Avdiev, dans le Haut Rhin à Guebwiller. Il conserve son titre pour la troisième fois consécutive, à nouveau aux points.  
Lors de son quatrième championnat de France, son challenger est l'expérimenté Rénald Garrido, ancien double champion national. Le combat a lieu le 28 février 2020 au palais des sports d'Agde en direct devant les caméras de Sport en France. Au terme de 10 rounds très disputés, Bastien Ballesta conserve sa ceinture pour la quatrième fois en l'espace de 11 mois,. Ce combat d’une intensité exceptionnelle a été sacré, par les puristes, championnat de France de l’année 2020. 
Après une période compliquée à cause de la pandémie, les opportunités se font rares et il faut prendre son mal en patience. Dix sept mois, après son dernier championnat de France, Bastien Ballesta rencontre le rude frappeur Belge Hedi Slimani pour le championnat WBC Francophone. Bastien s'impose avant la limite. 
À la suite de cette victoire, il se classe challenger pour le titre de l'Union Européenne. Il dispute ce combat fin 2021, à la fin du sixième round, son adversaire décide de ne pas reprendre le combat.
Bastien Ballesta s’engage dans une nouvelle quête : celle d’une ceinture mondiale. Il dispute un championnat international IBF dans l’objectif de se hisser parmi les meilleurs au classement mondial de cette fédération. Face à lui, le redoutable puncheur vénézuélien Samuel Gonzalez. Bastien s’impose avec autorité par décision unanime.
Grâce à cette victoire, il accède à la 10ᵉ place du classement mondial IBF et lance un défi de taille : affronter le redouté champion français Yvan Mendy. Le 11 mai 2023, ce duel devient le choc franco-français de l’année. Dans un Palais des Sports de Castelnau-le-Lez plein à craquer, le verdict tombe : Yvan Mendy l’emporte par décision partagée. Une décision contestée, qui déclenche une vive polémique et divise les observateurs. Bastien Ballesta vit cette issue comme une profonde injustice.
Pour se relancer, il remonte sur le ring en novembre 2023 dans un combat sans véritable enjeu. Mais totalement absent des débats, il passe à côté de ce rendez-vous pourtant abordable.